# Sam Hill (Regisseur)
Sam Hill ist ein US-amerikanischer Regisseur und Fernsehproduzent. Er arbeitete unter anderem für die Serien CSI: Miami, Buffy – Im Bann der Dämonen und Inspector Lynley. Weiterhin war er Regieassistent bei vier Filmen.

## Karriere
Sam Hill begann seine Karriere in der Filmbranche in den 1990er Jahren als Produktionsassistent und Grip. Er wirkte bei mehreren Fernsehserien und Filmen als zweiter bzw. erster Regieassistent mit, unter anderem beim erfolgreichen Film Eiskalte Engel, wo er zum ersten Mal mit der Schauspielerin Sarah Michelle Gellar zusammenarbeitete. Die zweite Kooperation mit ihr erfolgte als langjähriger erster Regieassistent von Joss Whedon bei der Fernsehserie Buffy – Im Bann der Dämonen. Seinen Durchbruch erlangte Hill durch seine Arbeit bei der Fernsehserie CSI: Miami, bei der nach zwei Jahren als erster Regieassistent ab 2005 zum Produzenten und Regisseur avancierte.

## Filmografie (Auswahl)

### Serien
Als Produzent
| Jahr      | Serie              | Episodenanzahl (bei denen Hill Produzent war) |
| --------- | ------------------ | --------------------------------------------- |
| 2005–2006 | The Afternoon Play | 1 Episode                                     |
| 2005–2010 | CSI: Miami         | 94 Episoden                                   |

Als Regieassistent
| Jahr      | Serie                          | Episodenanzahl (bei denen Hill Regieassistent war) |
| --------- | ------------------------------ | -------------------------------------------------- |
| 2002–2003 | Buffy – Im Bann der Dämonen    | 16 Episoden                                        |
| 2002–2003 | The Inspector Lynley Mysteries | 1 Episode                                          |
| 2003–2004 | CSI: Miami                     | 15 Episoden                                        |

Als Produktionsleiter
| Jahr      | Serie      | Episodenanzahl (bei denen Hill Produktionsleiter war) |
| --------- | ---------- | ----------------------------------------------------- |
| 2004–2006 | CSI: Miami | 46                                                    |

Als Regisseur
| Jahr      | Serie       | Episodenanzahl (bei denen Hill Regisseur war) |
| --------- | ----------- | --------------------------------------------- |
| 2005–2012 | CSI: Miami  | 37 Episoden                                   |
| 2012      | CSI: NY     | 1 Episode                                     |
| 2014      | Forever     | 1 Episode                                     |
| 2015      | Constantine | 1 Episode                                     |
| 2019–2020 | Lucifer     | 2 Episoden                                    |
| 2022      | CSI: Vegas  | 1 Episode                                     |

### Filme (als Regieassistent)
- 1995: Redneck
- 1997: Rache ist süß
- 2000: Eiskalte Engel 2
- 2002: Super süß und super sexy